# Moderator
En moderator er en person, der står for at håndhæve regler på f.eks. et debatforum, en chat eller en blog. Det kan også bruges mere generelt om personer, der skal lette kommunikationen mellem forskellige parter, eksempelvis ved en konference eller andre former for møder. Ordet er blevet anvendt i hvert fald siden 1973. Ordet er afledt af at moderere, som kommer fra det latinske moderari (via fransk modérer), som igen er afledt af modus 'måde'.
Som moderator opnår man typisk en eller flere af følgende rettigheder:
- Mulighed for at slette eller redigere emner, indlæg og kommentarer
- Mulighed for at bandlyse brugere fra en side
- Mulighed for at smide brugere ud fra en chat
- Mulighed for at fastsætte emner i toppen eller lukke dem.

Som moderator forventes man at tage beslutninger neutralt ud fra sidens regler og det forbydes ofte at bruge sine ekstra rettigheder til andet end det. 
En beslægtet betydning er brugen af ordet moderator indenfor fysikken i en betegnelse som neutron-moderator, hvor det betegner et stof som f.eks. vand eller grafit, som i en atomreaktor kan nedsætte (moderere) neutroners hastighed og dermed hjælpe med til at kontrollere processen i en kernereaktor.